# St-Nicolas (Saint-Nicolas-de-Port)

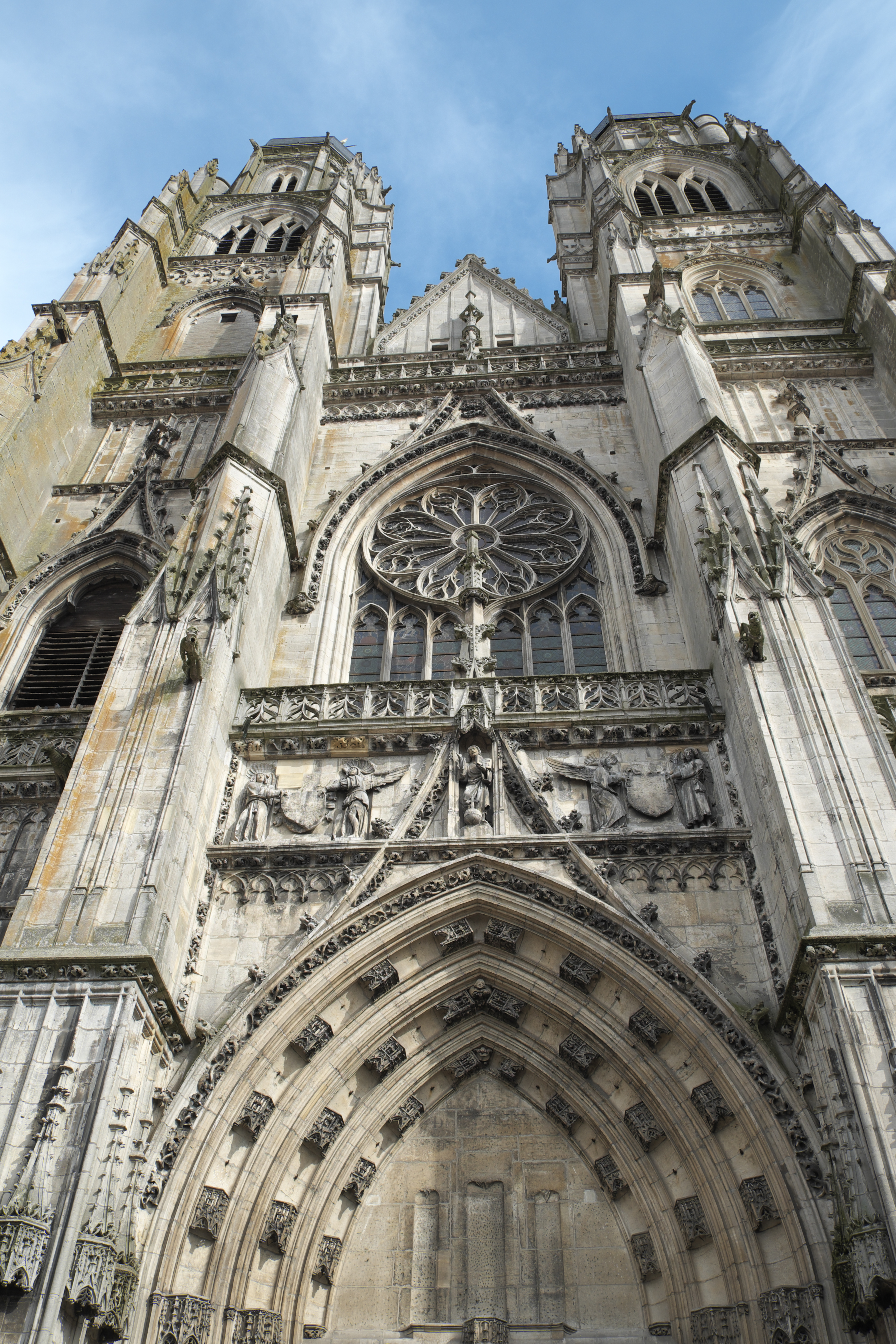
Basilika Saint-Nicolas, Westfassade

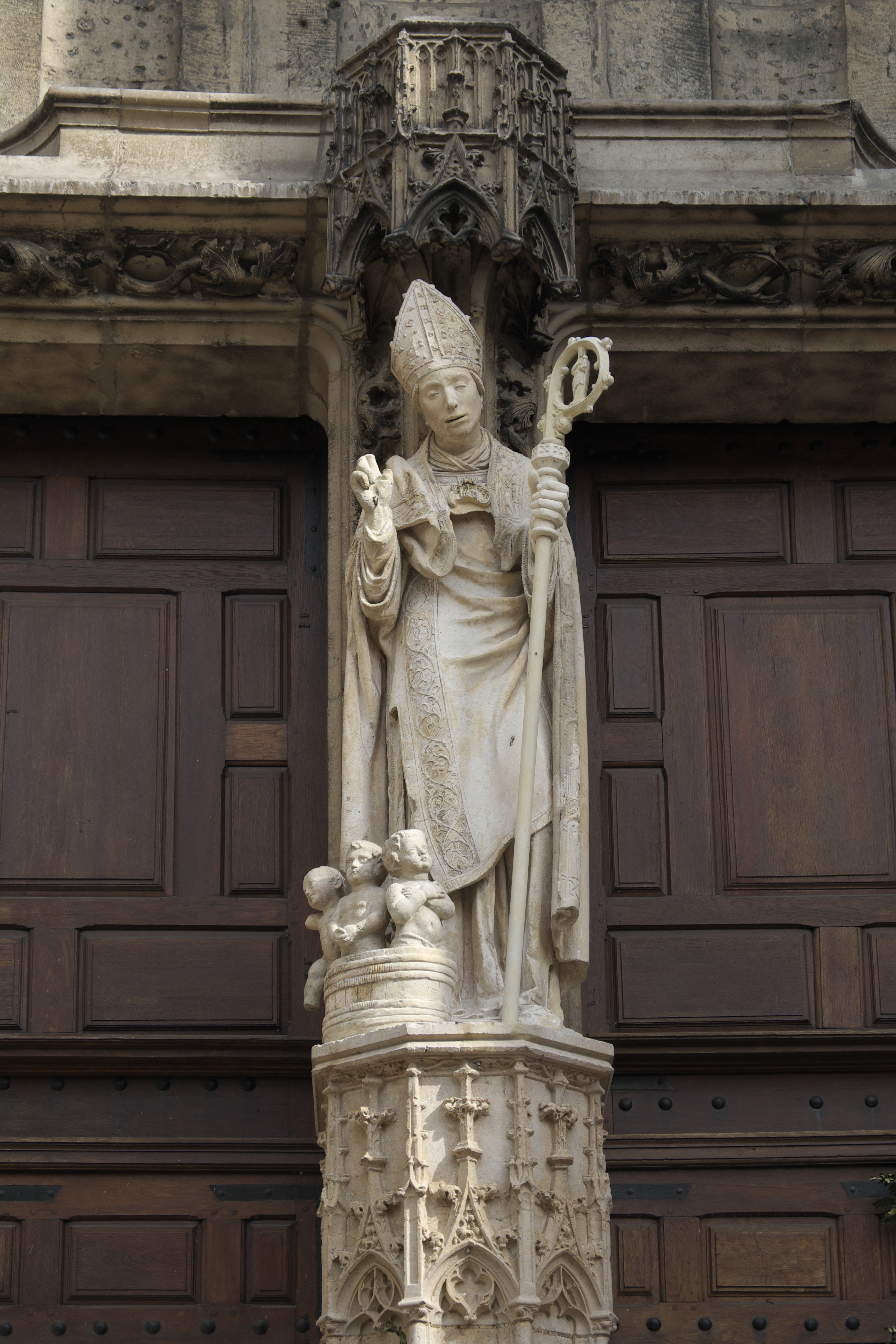
Heiliger Nikolaus am Trumeaupfeiler des Hauptportals

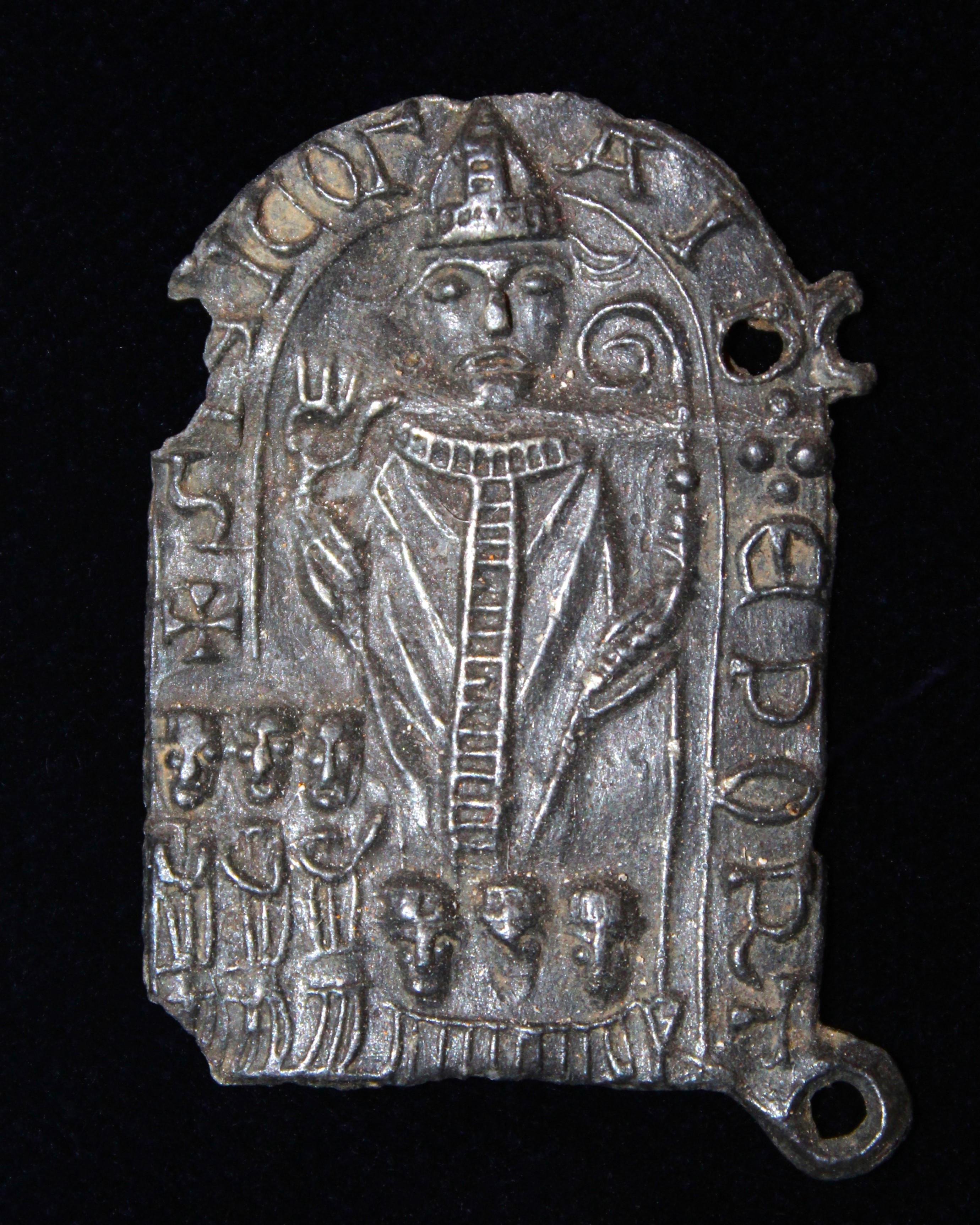
Pilgerzeichen des Heiligen Nikolaus, 13. Jh., gefunden in Plau am See

Die katholische Pfarr- und Wallfahrtskirche Saint-Nicolas in Saint-Nicolas-de-Port, einer Gemeinde im Département Meurthe-et-Moselle in der französischen Region Lothringen, wurde Ende des 15. Jahrhunderts begonnen und in der Mitte des 16. Jahrhunderts fertiggestellt. Sie ist dem heiligen Nikolaus von Myra geweiht und gilt als größte und letzte im Stil der Flamboyant-Gotik errichtete Kirche in Frankreich. In der Kirche sind zahlreiche Bleiglasfenster aus dem 16. Jahrhundert erhalten. Im Jahr 1840 wurde die Kirche als Monument historique in die Liste der Baudenkmäler in Frankreich aufgenommen. Papst Pius XII. erhob die Kirche im Jahr 1950 zur Basilica minor. Bis heute findet in der Kirche jedes Jahr im Dezember eine Prozession zu Ehren des heiligen Nikolaus statt.

## Geschichte
Im Jahr 1098 wurde eine Reliquie des heiligen Nikolaus, des Bischofs von Myra, aus seinem Grab in der italienischen Stadt Bari nach Port gebracht und dort in einer Notre-Dame geweihten Kapelle aufbewahrt. In Port gab es eine Furt über die Meurthe, die die Abtei Gorze kontrollierte. Bereits im Jahr 1101 wurde eine erste Wallfahrtskirche geweiht und dem Patrozinium des heiligen Nikolaus unterstellt. Sie wurde 1193 durch eine größere Kirche ersetzt.
Wallfahrt und Messen zogen Pilger und Kaufleute aus ganz Europa nach Port und begründeten den Reichtum der Stadt. Nach seinem Sieg in der Schlacht bei Nancy im Jahr 1477 über Karl den Kühnen, den letzten Herzog von Burgund, unterstützte der lothringische Herzog René II. den Bau einer neuen Kirche. Aus Dankbarkeit über seinen Sieg erklärte er den heiligen Nikolaus zum Schutzpatron Lothringens. 1495 erfolgte die Grundsteinlegung der Grande Église (große Kirche), die zum lothringischen Nationalheiligtum werden sollte. Noch vor dem Jahr 1510 waren der Chor und das Querhaus fertiggestellt, wenige Jahre später das Langhaus. Die beiden Türme waren bis 1544 errichtet und wurden um 1560 mit Bleikuppeln gedeckt.
Im Jahr 1635, während des Dreißigjährigen Krieges, wurde die Kirche geplündert und in Brand gesteckt. Ein Teil der Bleiglasfenster ging dabei verloren. Von 1847 bis 1855 erfolgte die Restaurierung der Fenster, die teilweise ergänzt und neu zusammengesetzt wurden.

## Architektur

### Außenbau

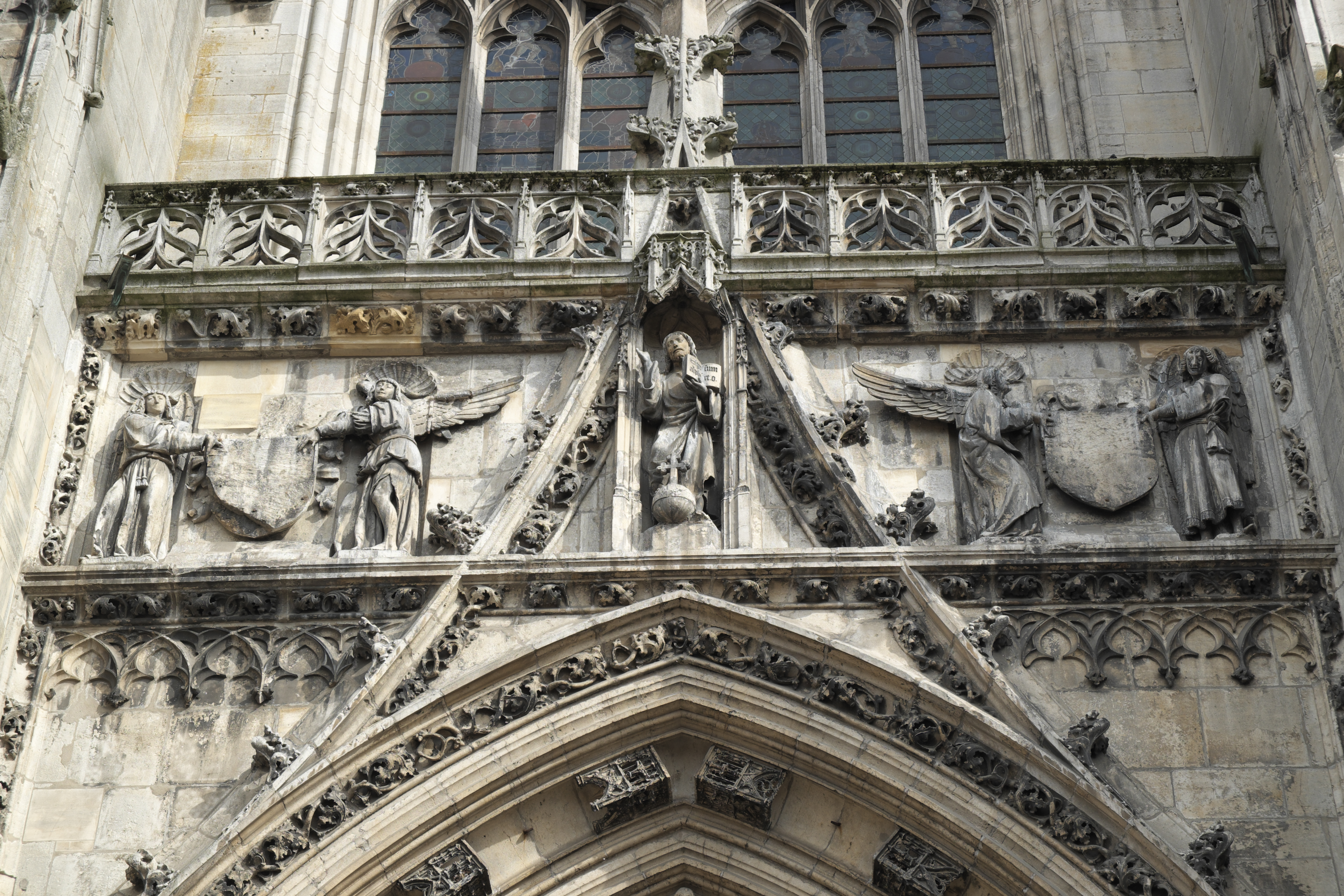
Dekor über dem Hauptportal

An der Westfassade erheben sich zwei 87 bzw. 85 Meter hohe, mit Kuppeln gedeckte Türme. Der Trumeaupfeiler des mehrfach gestuften, spitzbogigen Hauptportals ist mit einer Skulptur des heiligen Nikolaus besetzt, zu dessen Füßen das Salzfass mit den drei wieder zum Leben erweckten Scholaren zu erkennen ist. Die zahlreichen Nischen an der Fassade und an den Archivolten enthalten keine Figuren, vermutlich wurden sie niemals ausgeführt. Nur die mit Krabben verzierten Baldachine und die mit Tieren und grotesken Personen skulptierten Konsolen unter den Podesten sind vorhanden. Alle drei Portale werden wie die Maßwerkfenster und die Rosette von Wimpergen überfangen. Krabben- und Maßwerkfriese über dem Hauptportal rahmen eine Christusfigur, seitlich halten zwei Engel Wappen in den Händen.
Feingliedrige Strebebögen an den Außenmauern leiten den Schub des Gewölbes auf die Strebepfeiler, die von hohen Fialen bekrönt werden. Am Dachansatz sind weit vorspringende, figürlich gestaltete Wasserspeier angebracht. In der Rue des Fonts sind noch die in die Außenmauer der Kirche eingeschnittenen Verkaufsräume der Händler zu erkennen.

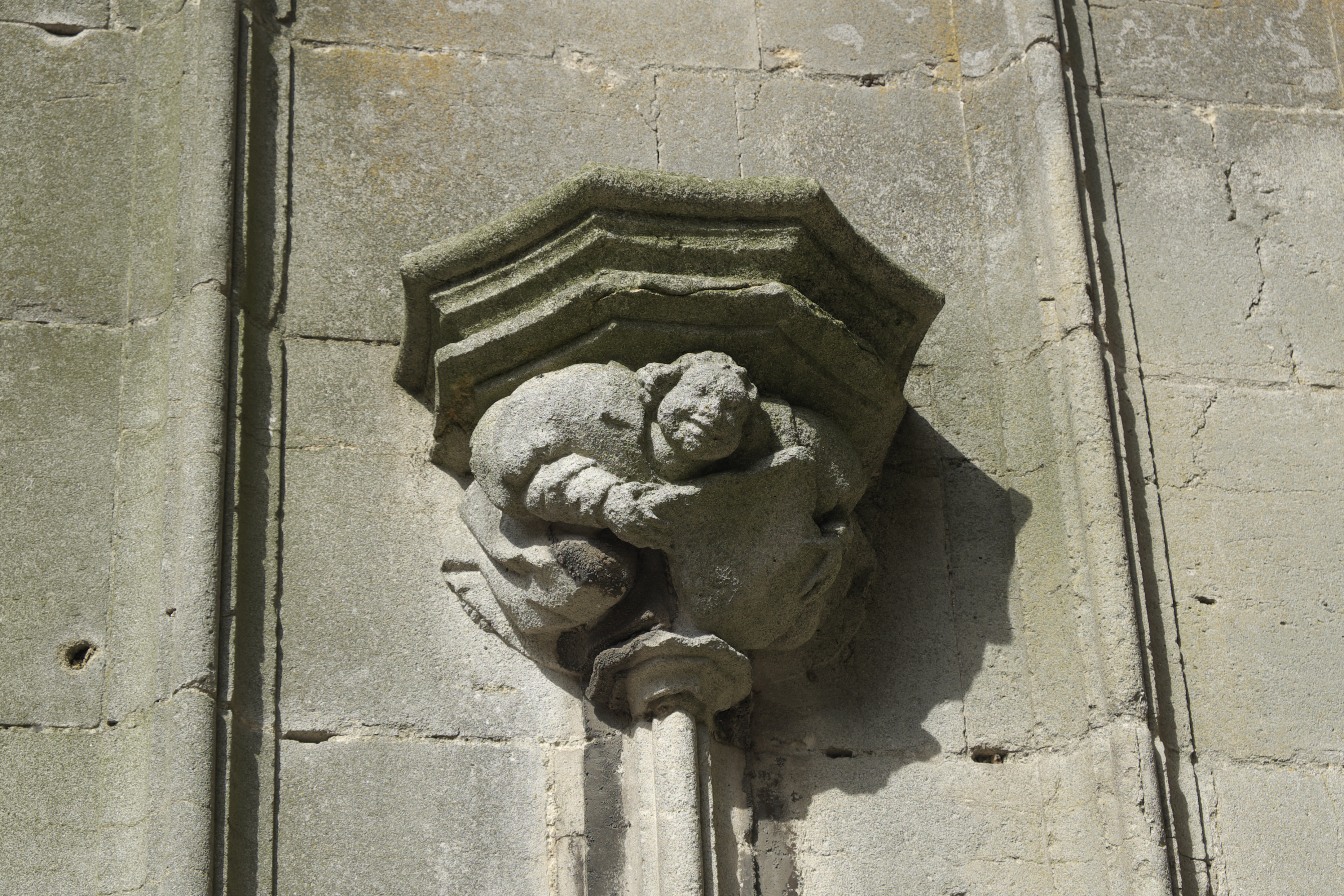
Konsole
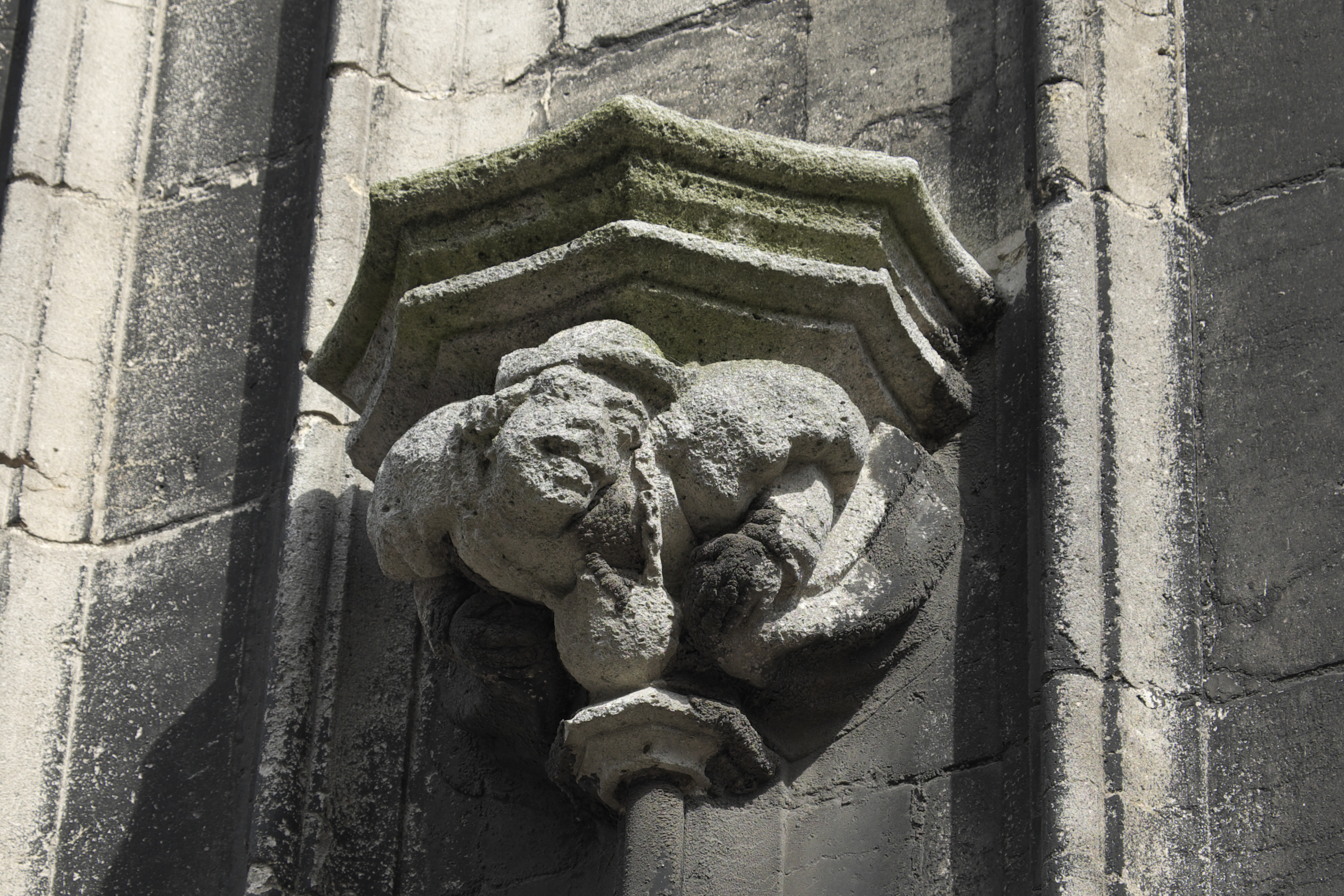
Konsole
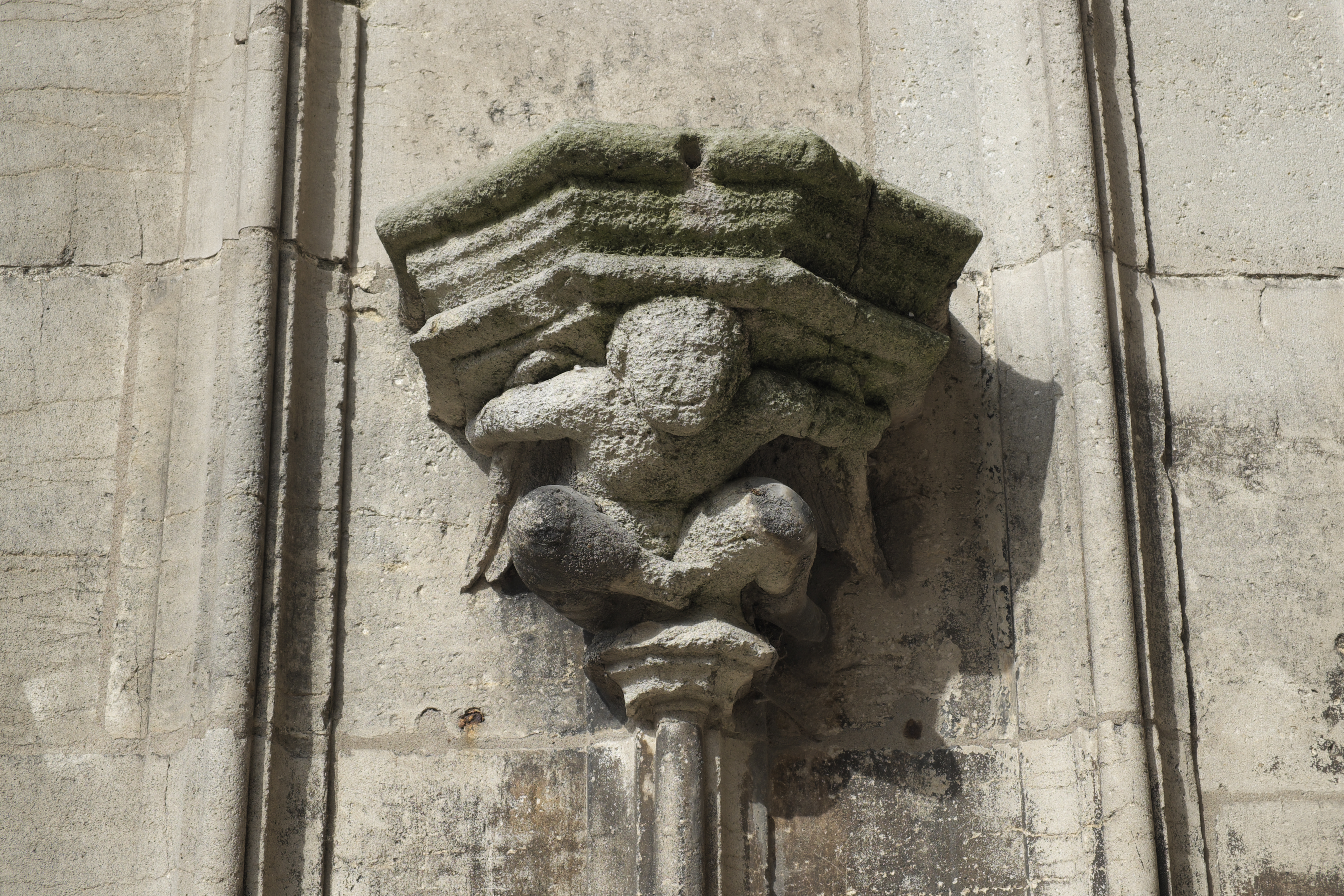
Konsole

### Innenraum

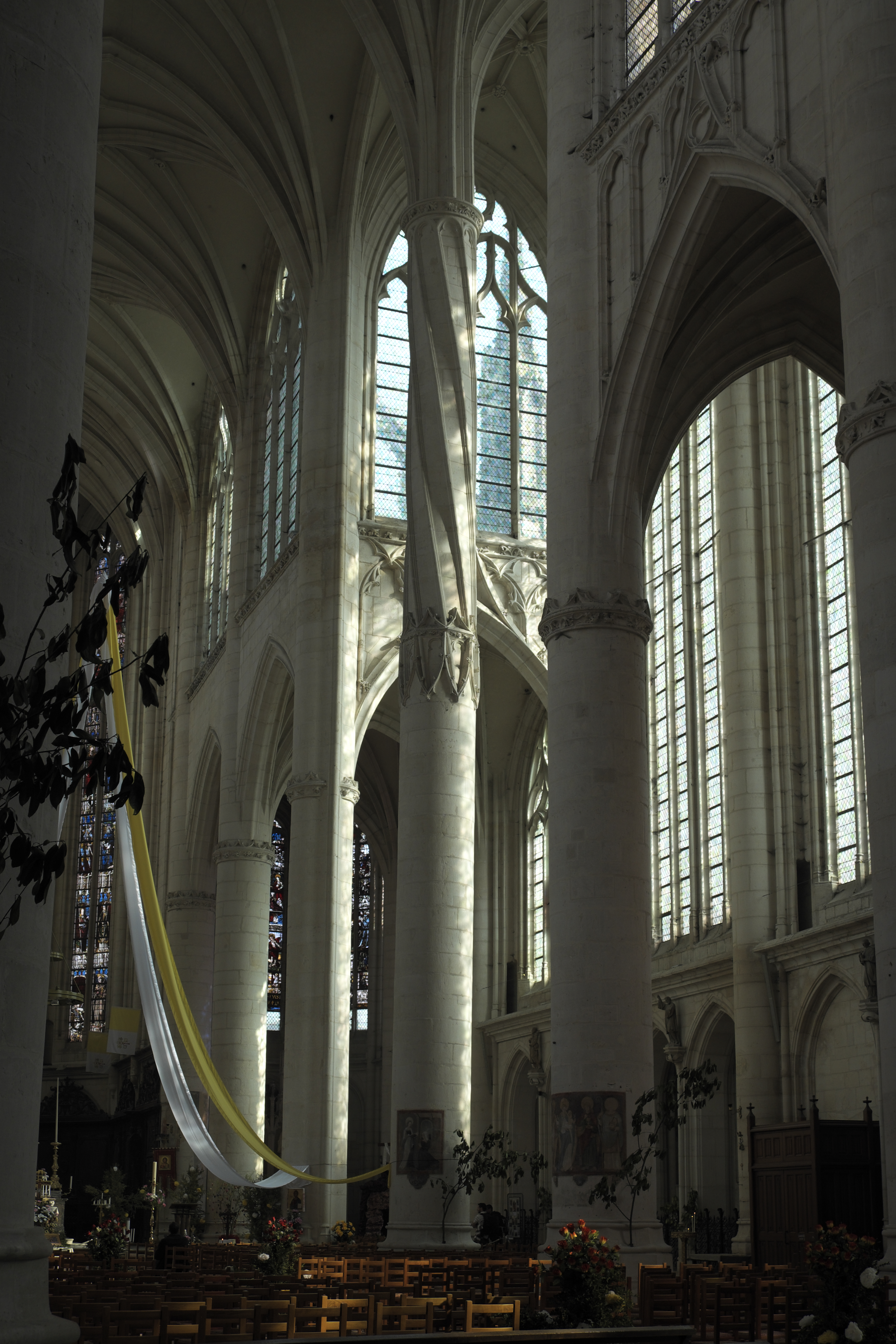
Südliches Querhaus mit gewundener Säule

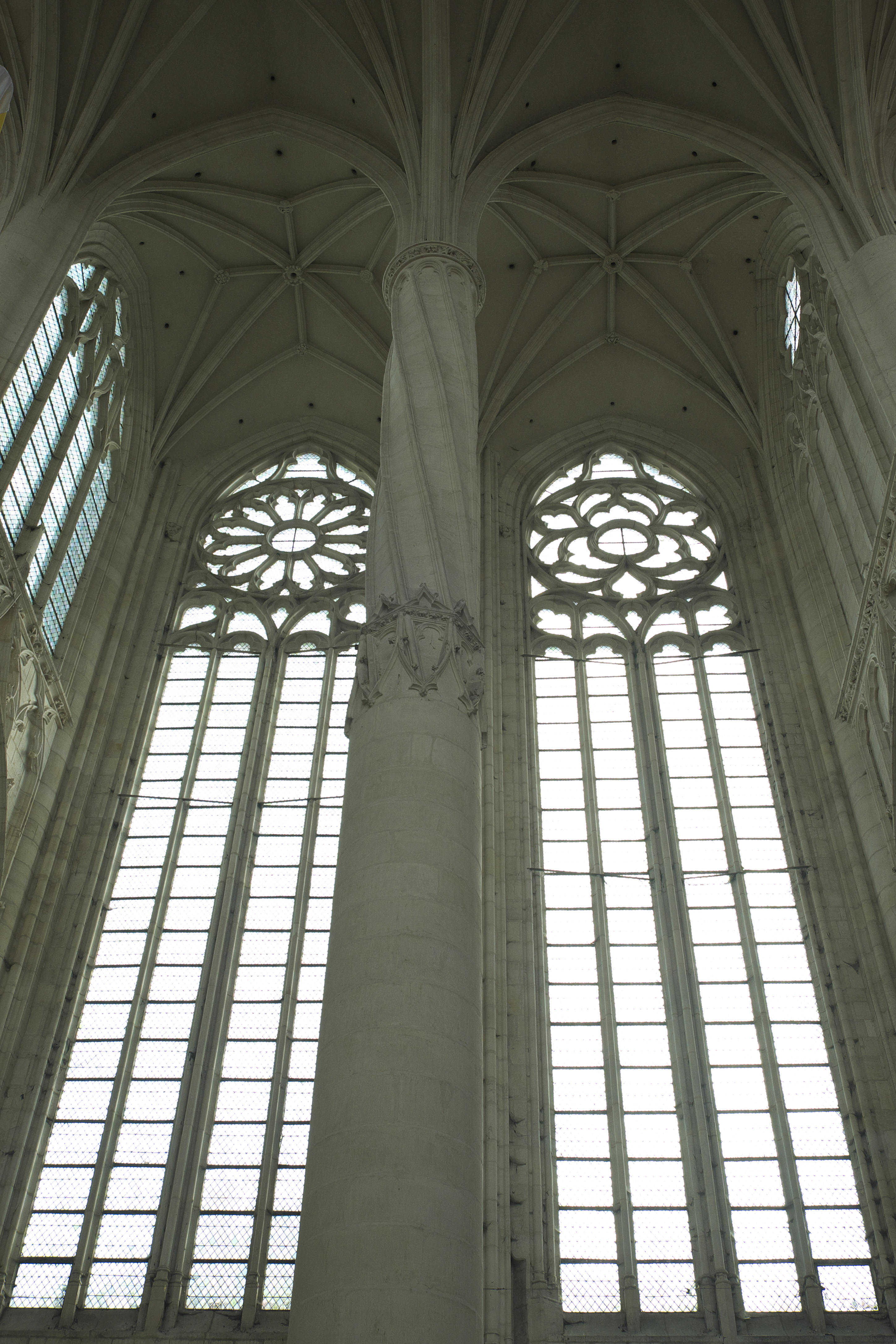
Lanzettfenster des südlichen Querhauses

Die Kirche besteht aus einem dreischiffigen Langhaus, einem zweijochigen, nicht über das Langhaus ragenden Querschiff und einem Chor mit Fünfachtelschluss und zwei seitlichen Apsiden. Drei zweibahnige, bis zum Gewölbe reichende Lanzettfenster beleuchten den Chor.
Das Hauptschiff ist zweigeschossig und hat einen ungewöhnlichen, abgeknickten Grundriss. Über den hohen Spitzbogenarkaden, die sich zu den Seitenschiffen öffnen, sind große Obergadenfenster eingeschnitten. Ein Triforium gibt es nicht. Lang- und Querhaus werden von einem Sterngewölbe gedeckt, das von hoch aufragenden Säulen ohne Kapitelle getragen wird. Nur schmale, dekorative Ringe markieren den Übergang, an dem die Gewölberippen mit den Säulen verschmelzen.
Nord- und Südfassade des Querhauses werden von zwei großen vierbahnigen Fenstern durchbrochen, deren oberer Abschluss eine Rosette bildet. Der südliche Querschiffarm weist eine besondere, in ihrem oberen Teil gewundene Säule auf.

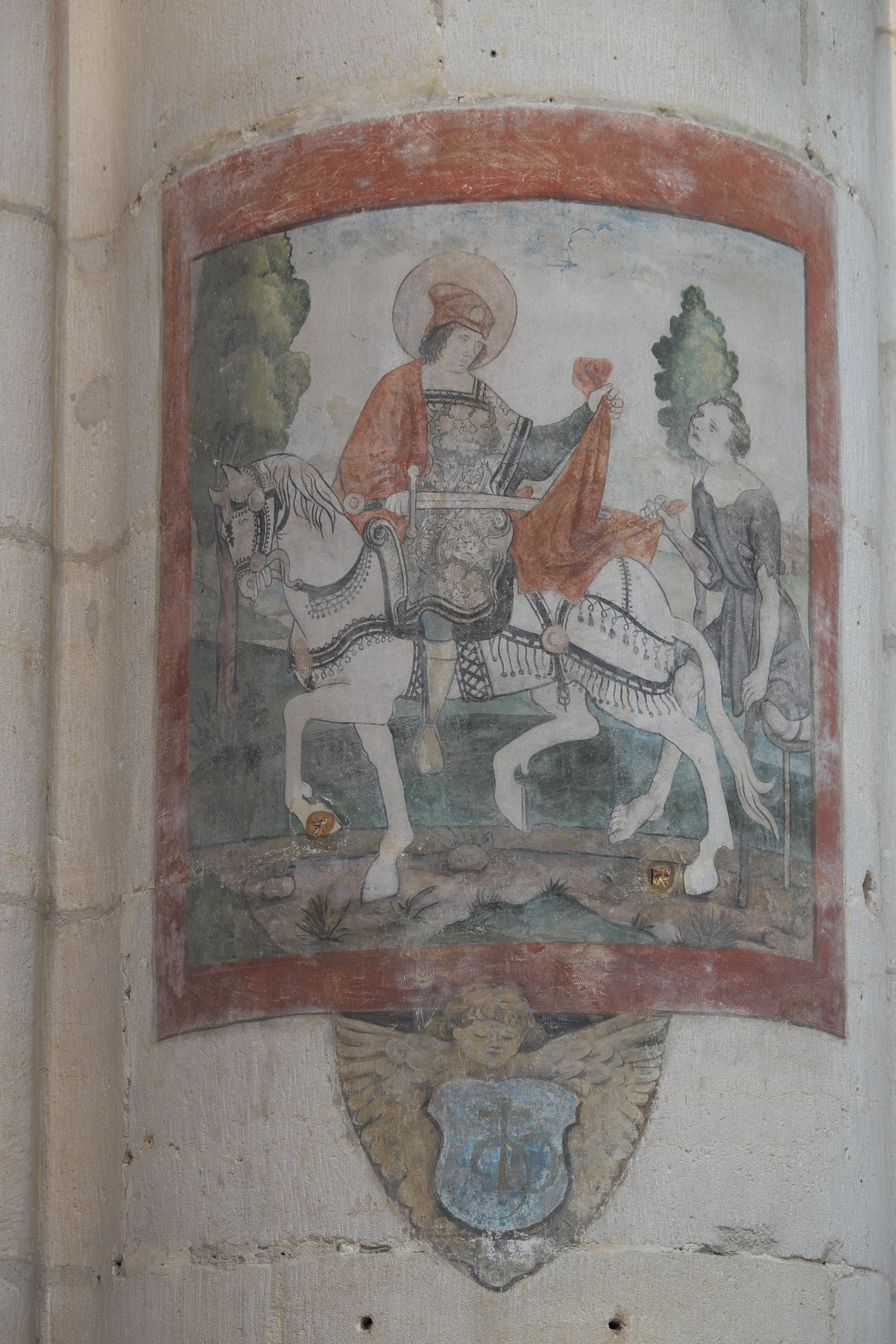
Heiliger Martin

## Wandmalereien
In der Kirche wurden Wandmalereien wieder frei gelegt, die ins frühe 16. Jahrhundert datiert werden. Die meisten Malereien sind an den Säulen angebracht. Sie stellen u. a. den heiligen Ivo, den heiligen Martin, der seinen Mantel mit einem Bettler teilt, und die heilige Apronia, die Schwester des heiligen Aper (Epvre), des Bischofs von Toul, dar. Auf einer Szene sieht man Maria mit dem Jesuskind, umgeben von Johannes dem Täufer, dem Apostel Johannes und dem heiligen Desiderius, dem ersten Bischof von Langres, der seinen Kopf in der Hand trägt. Eine andere Szene zeigt Maria Magdalena, die vor dem Hintergrund der Basilika Sainte-Marie-Madeleine in Saint-Maximin-la-Sainte-Baume in der Provence von Engeln in den Himmel gehoben wird. Eine weitere Malerei stellt eine Kreuzabnahme dar.

## Bleiglasfenster

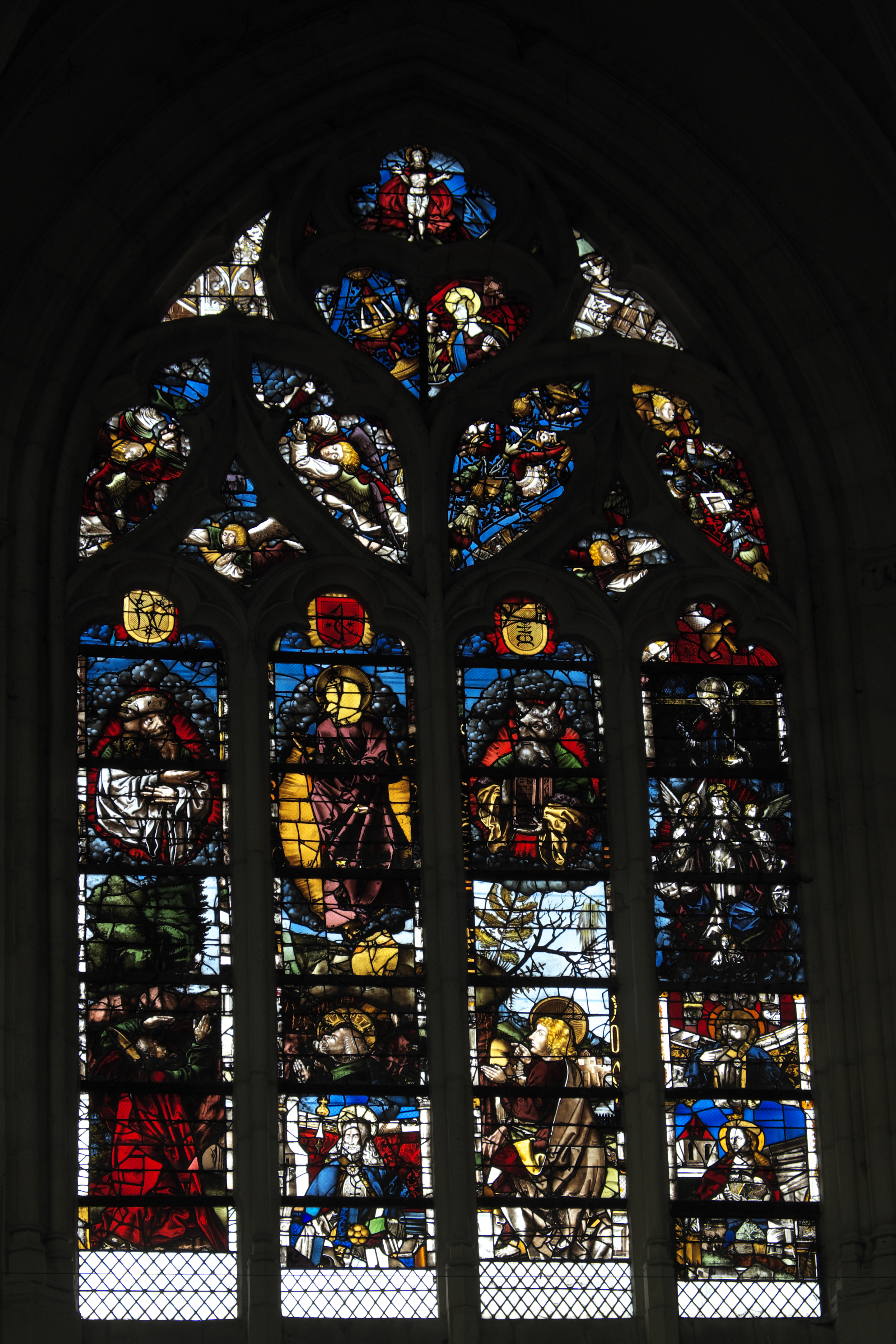
Fenster (Baie 111)

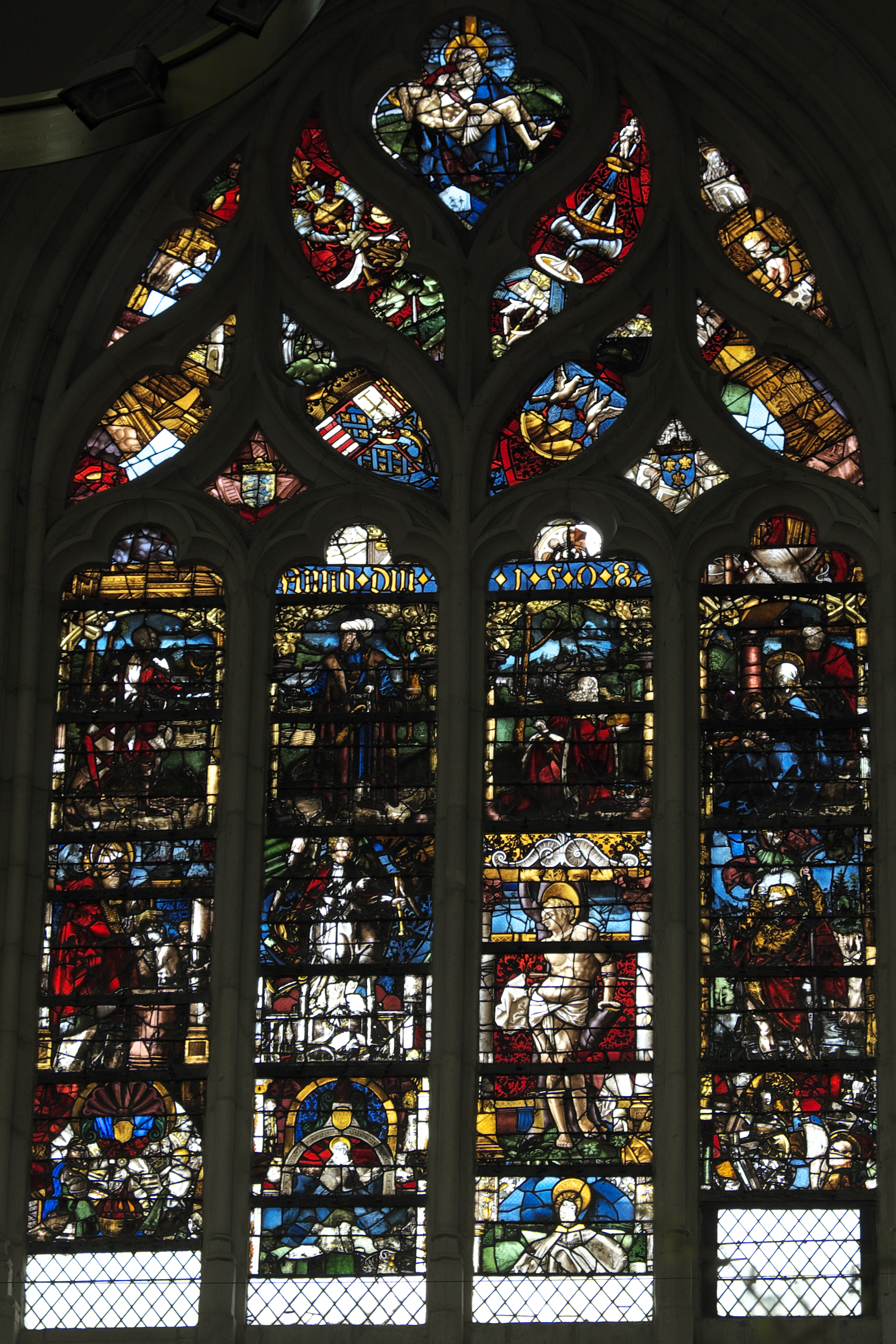
Fenster (Baie 113)

Mehrere Werkstätten waren an der Herstellung der Bleiglasfenster beteiligt. Aus einer namentlich nicht überlieferten Lothringer Werkstatt stammen über dreißig Scheiben, die zwischen 1508 und 1510 geschaffen wurden, darunter das Fenster (105) der Nordapsis mit der Darstellung des heiligen Sebastian und der Enthauptung der heiligen Barbara. Für die drei großen Chorfenster beauftragte der lothringische Herzog René II. den damals anerkannten Glasmaler Nicolas Droguet aus Lyon, der bis 1510 in Saint-Nicolas-de-Port tätig war. Erwähnt werden ebenfalls eine Werkstatt in Troyes und ein Glasmaler namens Jacot, von dem Bleiglasfenster in der Kathedrale Saint-Étienne und der Stiftskirche Saint-Gengoult in Toul erhalten sind. Die meisten Fenster wurden von Valentin Bousch aus Straßburg angefertigt, der zwischen 1514 und 1520 in Saint-Nicolas-de-Port eine bedeutende Werkstatt mit mehreren Beschäftigten leitete. Von ihm wurden u. a. das Fenster (111) mit der Darstellung der Verklärung Christi und die unteren Szenen mit dem Martyrium des heiligen Sebastian des Fensters (113) im nördlichen Seitenschiff des Chors geschaffen. Die oberen Szenen dieses Fensters mit der Darstellung der Anbetung der Heiligen Drei Könige werden der angesehenen Nürnberger Werkstatt von Veit Hirschvogel zugeschrieben, der auch viele Bleiglasfenster nach den Entwürfen von Albrecht Dürer ausführte. Die Kartons für das Fenster der Basilika Saint-Nicolas schuf um 1508/10 der Maler und Mitarbeiter Dürers Hans Süß von Kulmbach.
- Fenster (24) der zweiten Kapelle im südlichen Seitenschiff

|  | Die beiden Figuren dieses Fensters wurden um 1518 vermutlich in einer Lothringer Werkstatt ausgeführt. Sie stellen den heiligen Honorius von Amiens, den Schutzpatron der Bäcker, und einen Bischof dar. |

- Fenster (22) der zweiten Kapelle im südlichen Seitenschiff

| Die Figur des Bischofs wurde von Valentin Bousch ausgeführt. Sie wurde im 19. Jahrhundert mit dem Namensschild Saint Claude versehen und als heiliger Claudius von Condat interpretiert. |

- Fenster (20) der dritten Kapelle im südlichen Seitenschiff

Die Engel im Maßwerk werden von dem in Toul tätigen Glasmaler Jacot zugeschrieben, ebenso die Madonna im Strahlenkranz und die drei linken Szenen, auf denen das Vlies des Gideon, der blühende Stab des Aaron und die Vision des Propheten Ezechiel dargestellt sind. Die anderen Scheiben mit der Darstellung des heiligen Georg, des heiligen Martin, der seinen Mantel mit einem Bettler teilt, und der heiligen Katharina wurden zwischen 1514 und 1520 von Valentin Bousch geschaffen.

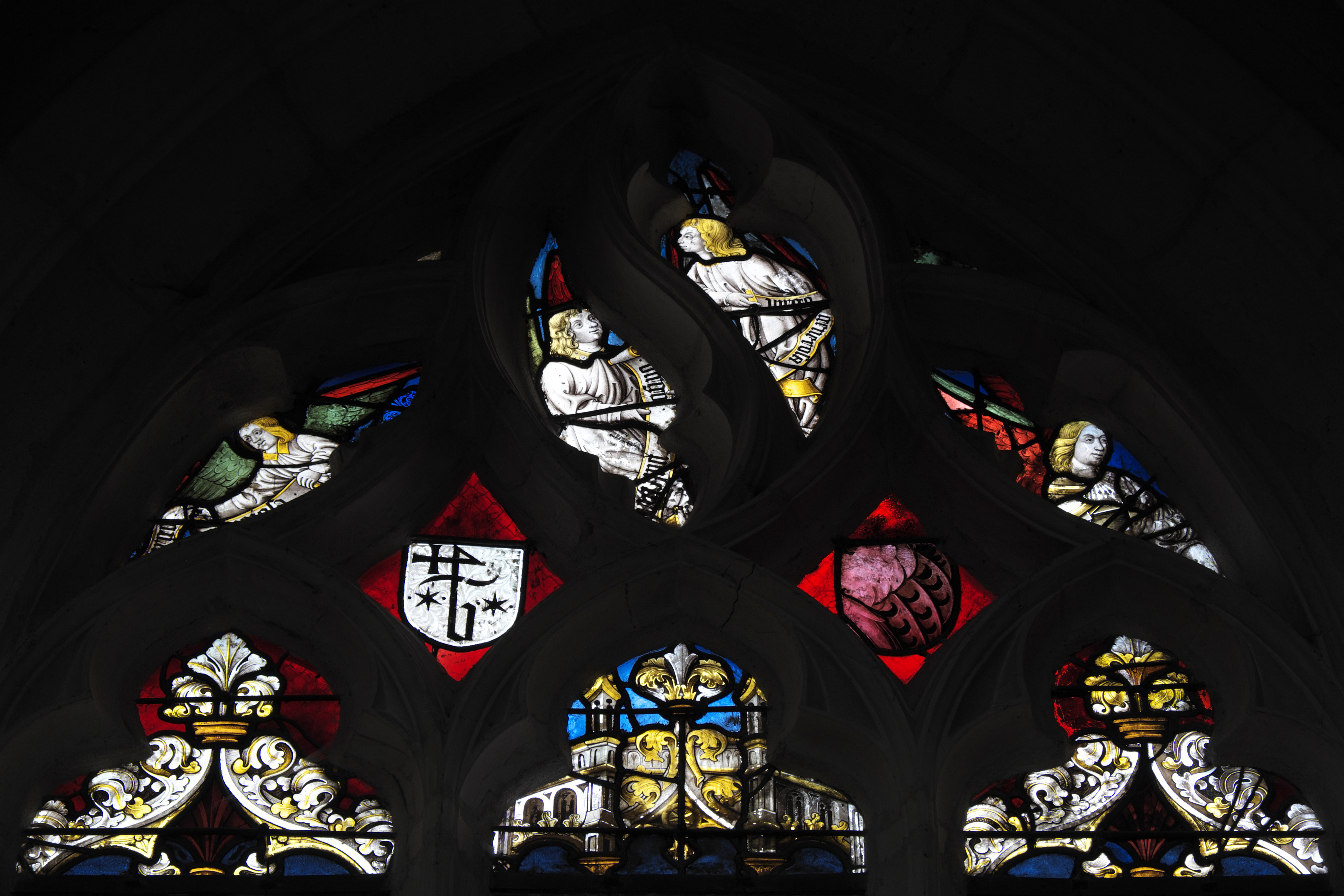
Engel im Maßwerk
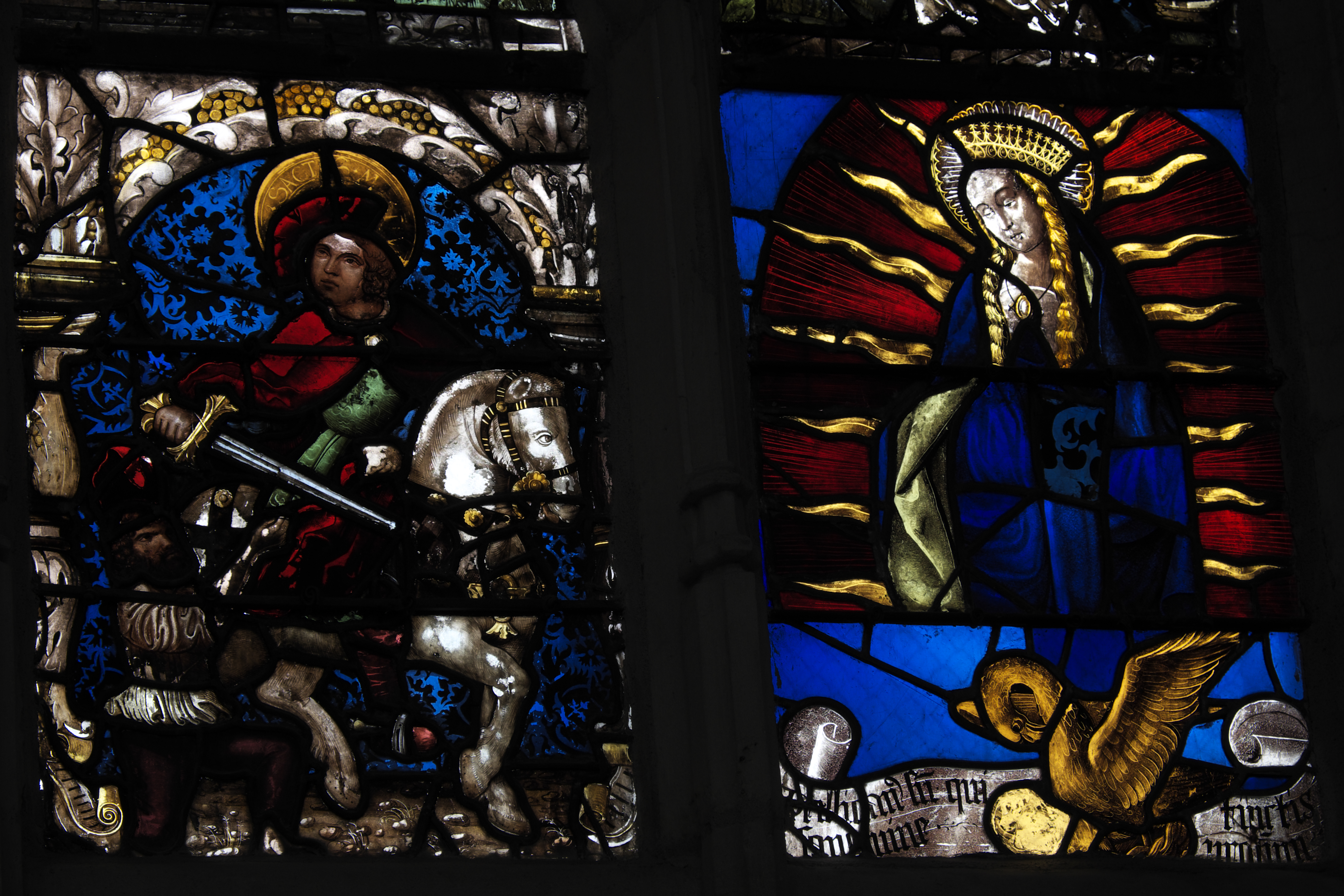
Heiliger Martin, Maria im Strahlenkranz
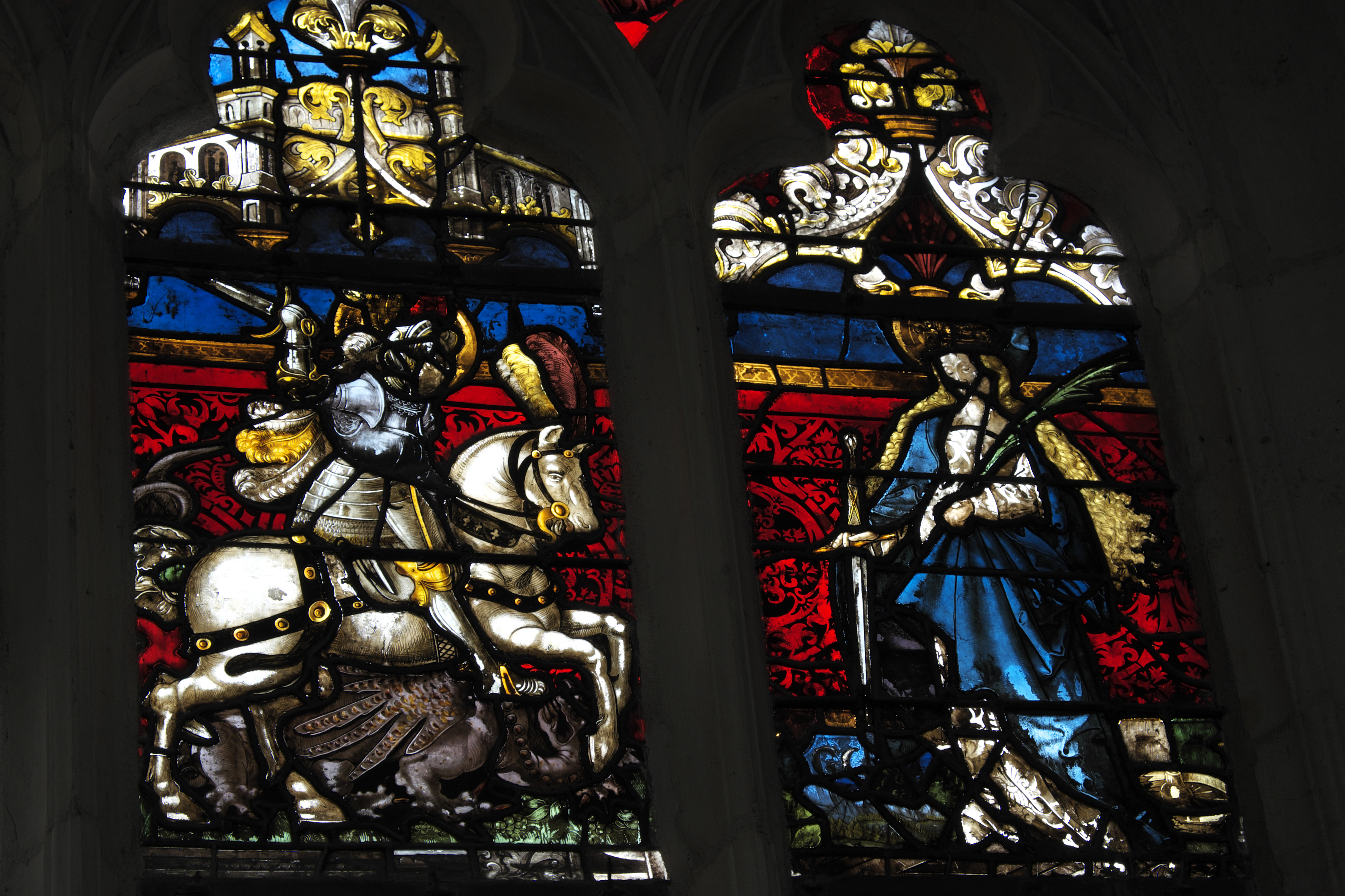
Heiliger Georg, heilige Katharina
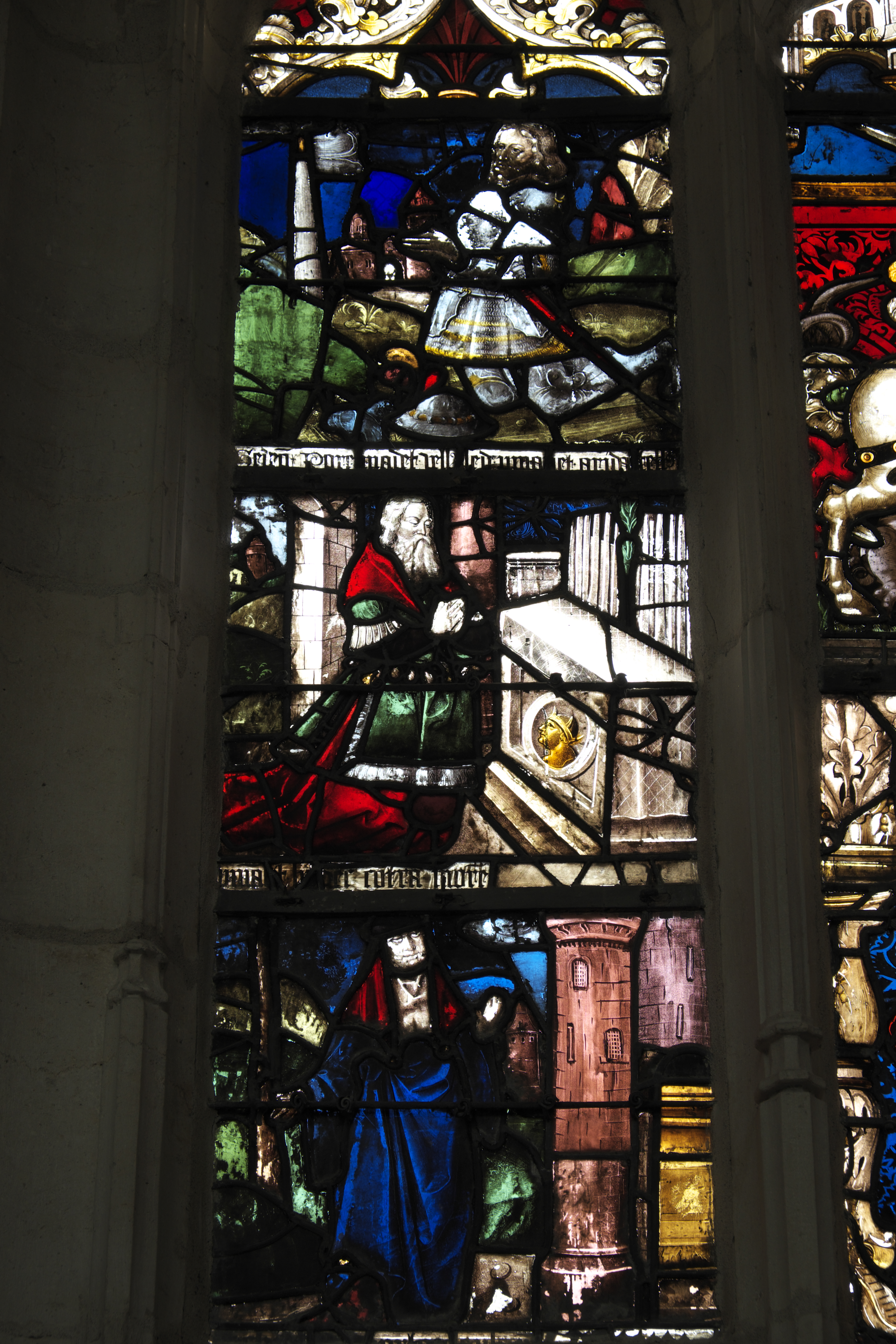
Vlies des Gideon, Aaronstab, Vision des Ezechiel

- Fenster (18) der dritten Kapelle im südlichen Seitenschiff

|  | Im Maßwerk des Fensters werden Gottvater und drei Engel dargestellt. Die Scheiben wurden zwischen 1510 und 1520 von Jacot geschaffen. Die Figur des heiligen Georg wird Valentin Bousch zugeschrieben. |

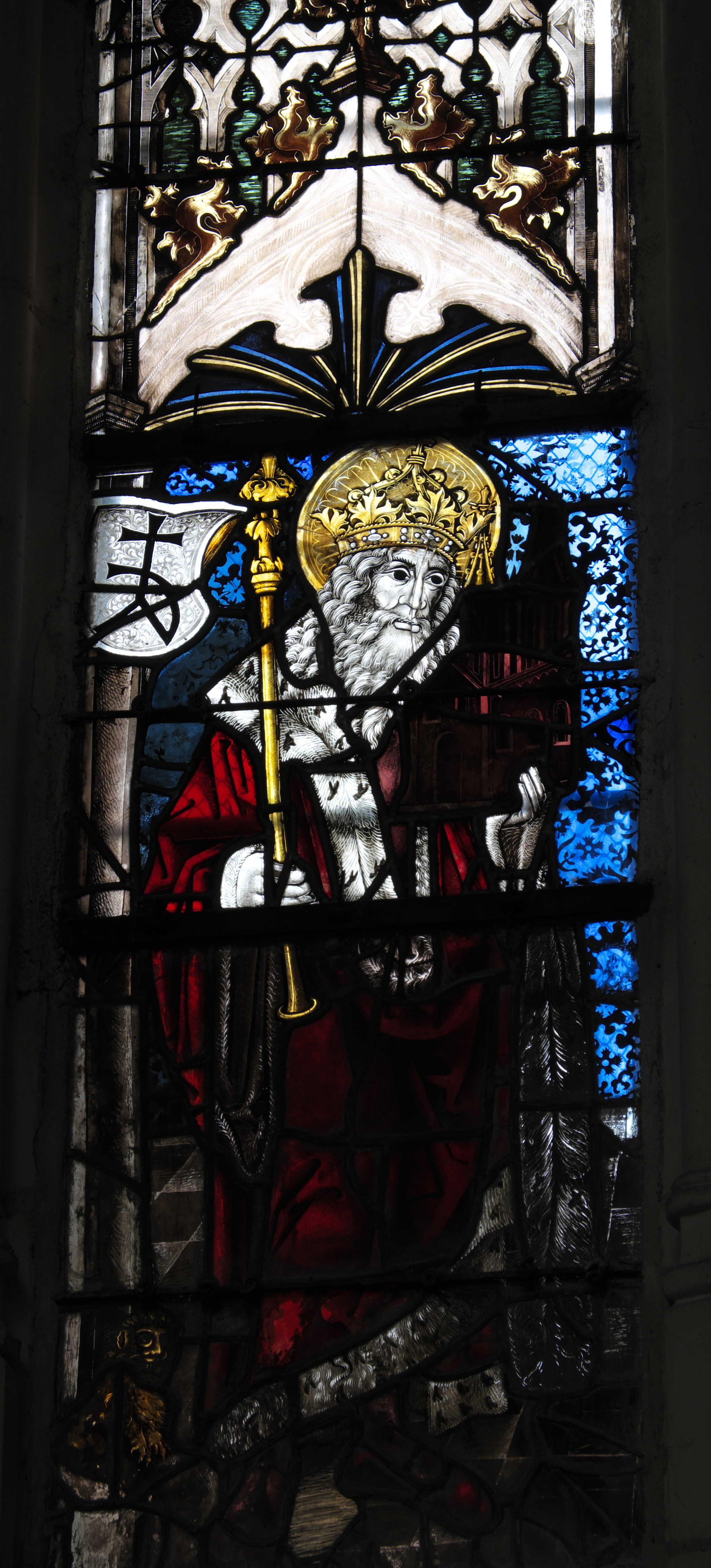
Kaiser Heinrich II.

- Fenster (9) der ersten Kapelle im nördlichen Seitenschiff

Die Figur des Kaisers Heinrich II. wurde vermutlich um 1510 in Nürnberg geschaffen. Heinrich II. ist mit dem Modell einer Kirche dargestellt.
- Fenster (19) der vierten Kapelle im nördlichen Seitenschiff

| Die Verkündigungsgruppe auf den beiden linken Scheiben wurde um 1510 von einer Lothringer Werkstatt ausgeführt. Auf der rechten Lanzette ist die heiligen Barbara mit ihren Attributen, dem Schwert und dem Turm, dargestellt. |

- Fenster (25) der zweiten Kapelle im nördlichen Seitenschiff

| Auf dem in Grisaille-Technik ausgeführten Fenster ist die Jahreszahl 1544 zu lesen. Es wurde von dem Kaufmann Hanus Bermand vermutlich für sein Hôtel particulier in Auftrag gegeben und erst nach 1635 in der Kirche eingebaut. Auf den beiden äußeren unteren Scheiben ist der Auftraggeber mit seinen Kindern und seiner Gemahlin dargestellt. In den oberen Szenen sind römische Frauengestalten in eine Architekturkulisse im Stil der Renaissance eingebettet. |

## Ausstattung
- Aus dem 16. und 17. Jahrhundert stammen die Skulpturen des heiligen Rochus, des heiligen Sebastian, des heiligen Stephanus und eine Pietà.
- Der Altar der Taufkapelle stammt aus der Zeit um 1515. Auf dem Altarretabel sind Jesus und die zwölf Apostel dargestellt.
- Die Figur einer Madonna mit Kind, Notre-Dame de Port, wird ins 13. Jahrhundert datiert